# Helfried
Helfried, auch: Hellfried, ist ein männlicher Vorname.

## Herkunft und Bedeutung
Helfried ist eine jüngere Nebenform der Vornamen Heilfried und Helmfried. Heilfried setzt sich zusammen aus den althochdeutschen Worten heil für „gesund, heil“ und fridu für „Schutz vor Waffengewalt, Friede“. Helmfried besteht aus althochdeutsch helm für „Helm“ und fridu.

## Namensträger
Helfried
- Helfried, Kunstfigur des österreichischen Kabarettisten Christian Hölbling
- Helfried Hagenberg (1940–2022), deutscher Bildhauer und Grafiker
- Helfried Jurtschitsch (* 1971), österreichischer Ruderer
- Helfried Moosbrugger (* 1944), österreichischer Psychologe und Hochschullehrer
- Helfried Mostler (1934–2017), österreichischer Geologe und Paläontologe
- Helfried Reinnagel (1934–2007), deutscher Leichtathlet
- Helfried Schmidt (* 1957), deutscher Verleger und Stifter
- Helfried Schreiter (1935–1992), deutscher Schriftsteller
- Helfried Strauß (* 1943), deutscher Fotograf und Professor für Fotografie
- Helfried Teichmann (* 1935), deutscher Psychologe und Psychotherapeut
- Helfried Wunderlich (1930–1969), deutscher Badminton-Spieler

Hellfried
- Hellfried Böhm (1942–2017), österreichischer bildender Künstler, Fotograf und Autor
- Hellfried Dahlmann (1905–1988), deutscher klassischer Philologe
- Hellfried Heilfort (* 1955), deutscher Sportschütze

Helmfried
- Helmfried von Lüttichau (* 1956), deutscher Schauspieler